# Ірголі
Ірголі, Ірґолі (італ. Irgoli, сард. Irgoli) — муніципалітет в Італії, у регіоні Сардинія,  провінція Нуоро.
Ірголі розташоване на відстані близько 290 км на південний захід від Рима, 145 км на північ від Кальярі, 28 км на північний схід від Нуоро.
Населення — 2359 осіб (2014).

## Демографія
Населення за роками:

Станом на 1 січня 2023 року в муніципалітеті офіційно проживали 23 іноземці з 7 країн, серед них 21 громадянин країн Євросоюзу.

## Сусідні муніципалітети
- Гальтеллі
- Локулі
- Лула
- Оніфаї
- Сініскола